# Håkan Cederqvist
Håkan Cederqvist (tidigare Kejman), född 1615 i Mjölby församling, Östergötland, död 12 december 1655 i Jönköping, var en svensk ämbetsman.

## Biografi
Håkan Cederqvist föddes 1615 i Mjölby församling. Han var son till kyrkoherden Nicolaus Johannis Kylander. Cederqvist blev den 11 mars 1631 student vid Uppsala universitet. Han blev den 18 juli 1642 sekreterare vid estniska guvernementet och assessor vid revalska borgrätten. Cederqvist blev finsk referendarie vid kungliga kansliet. Han adlades den 3 februari 1652 till Cederqvist och introducerades 1652 som nummer 525. Cederqvist blev den 13 december 1652 assessor i Göta hovrätt. Han avled 1655 i Jönköping och begravdes i Västerlösa kyrka där hans sorgefana hängdes upp.

### Familj
Cederqvist var gift med Sara Holm (född 1620). Hon var dotter till kyrkoherden Hans Matthiæ och Brita Evertsdotter Holm i Norrköping. De fick tillsammans barnen kaptenen Nils Cederqvist i Kampen, Holland, Brita Cederqvist, Israël Cederqvist, Hans Cederqvist, Christina Cederqvist, Sara Cederqvist, kaptenen Johan Cederqvist vid Västerdals brigad, löjtnanten Gustaf Cederqvist vid Bergsregementet och sekreteraren Peter Cederqvist.